# University of Baltimore

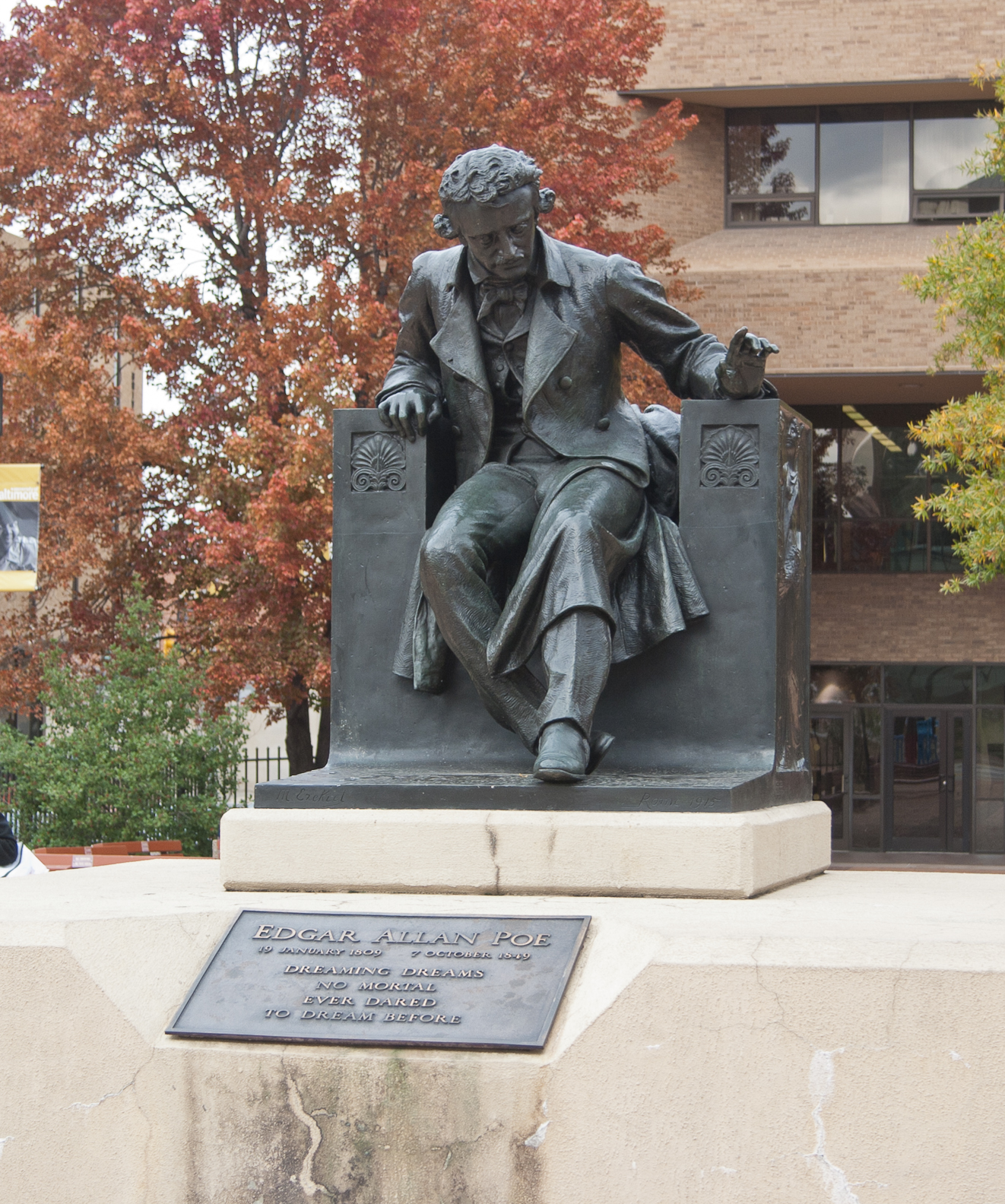

The University of Baltimore este o universitate de stat de cercetare situată în Baltimore, Maryland, Statele Unite ale Americii. 